# Подгорное (Аркадакский район)
Подгорное — село в Аркадакском районе, Саратовской области России. Входит в состав Большежуравского сельского поселения.

## География
Расположено на реке Кистендей, при автодороге Р-207 и железнодорожной ветке

### Уличная сеть
В селе восемь улиц: ул. Железнодорожная, ул. Зеленая, ул. Луговая, ул. Нагорная, ул. Почтовая, ул. Садовая, ул. Центральная, ул. Школьная.

## История
Село основано крестьянами села Машево Черниговской губернии. На 1911 год деревня входит в Балашовский уезд, Аркадакская волость. Согласно «Списку населенных мест Саратовской губернии по сведениям на 1911 год», деревня Подгорная (Машевка) бывшая владельческая г. Абазы; число дворов — 195, жителей мужского пола — 508, женского пола — 501, всего — 1009. В деревне была земская школа. В 1930-е годы на территории Подгоренского сельского Совета была организована сельхозартель «Наша сила», объединившая 171 домовладение. Село Подгорное являлось административным центром Подгоренского сельсовета.

## Население
| 2002 | 2010 |
| ---- | ---- |
| 666  | ↘549 |

### Историческая численность населения
К 1911 году число дворов — 195, жителей мужского пола — 508, женского пола — 501, всего — 1009.

## Инфраструктура
Личное подсобное хозяйство с зоной сельскохозяйственного использования, индивидуальная застройка усадебного типа.
Основа экономики — сельское хозяйство.
ФАП Подгоренский.

## Достопримечательности
Памятник Воинам-землякам, погибшим в годы Великой Отечественной войны 1941-1945 годы.

## Транспорт
Остановка общественного транспорта «Подгорное».  Ж.д. платформа 70 км.

## Связь
Сотовая связь и высокоскоростной мобильный интернет стандарта 4G/LTE.